# Bruyerre (chocolatier)
Pour les articles homonymes, voir Bruyerre (homonymie).
 (novembre 2011).
Si vous disposez d'ouvrages ou d'articles de référence ou si vous connaissez des sites web de qualité traitant du thème abordé ici, merci de compléter l'article en donnant les références utiles à sa vérifiabilité et en les liant à la section « Notes et références ».

Bruyerre est une chocolaterie belge créée en 1909 par François Léon Bruyerre et fabriquant des pralines haut de gamme.

## Histoire

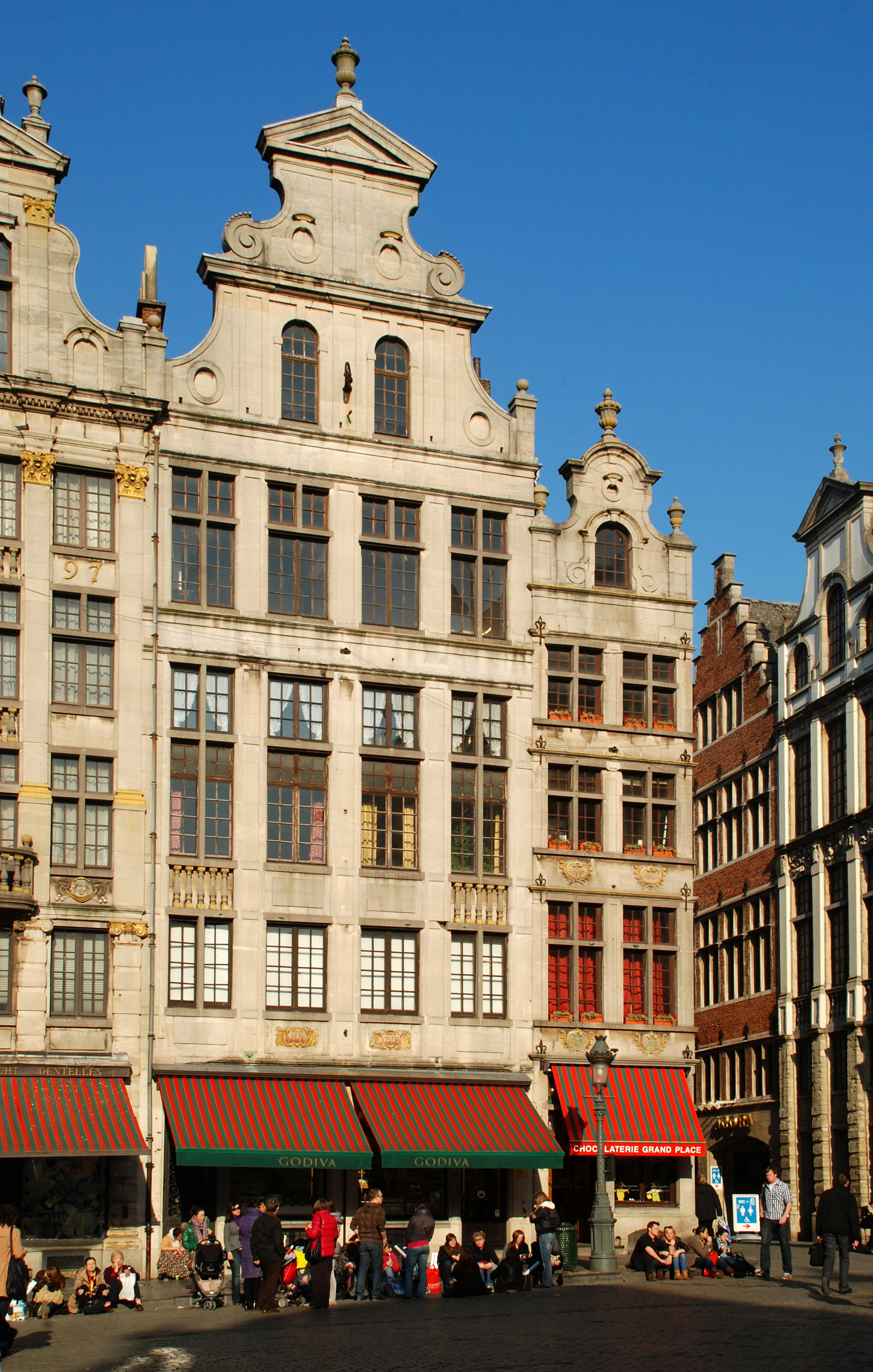
Au 20 Grand-Place de Bruxelles

La société Bruyerre débute en 1909 sous l’impulsion de François Léon Bruyerre qui décide de se lancer à la découverte des métiers de bouche. Cette même année, il lance sa première activité : la vente de « denrées coloniales » telles que le sucre, les bâtons de vanille et les fruits secs. En 1922, il achète une ancienne biscuiterie à Gosselies (Hainaut) et commence la fabrication de pralines, bâtons en chocolat et confiseries. Après la seconde Guerre mondiale, il cède sa place à la nouvelle génération composée de ses filles et beau-fils qui vont développer l'entreprise familiale qui, malgré un réseau routier très limité à cette époque, est présente dans toute la Wallonie, le Limbourg ainsi que le Grand Duché de Luxembourg.
En 1984, la chocolaterie déménage dans un nouveau bâtiment, toujours situé à Gosselies. En 2001, la direction déplace toutes ses activités dans une toute nouvelle infrastructure également située à Gosselies. Cent ans après sa fondation, la société ouvre un magasin de pralines situé sur la Grand-Place de Bruxelles.

## Produits
Bruyerre, c'est :
- Les pralines ; le praliné, la spécialité de la chocolaterie, est toujours fabriqué de manière artisanale selon la recette ancestrale ; toute une gamme de fourrages, Gianduja, crèmes, ganaches ; manons, truffes...
- les tablettes en chocolat ;
- les massepains ;
- la confiserie artisanale.

## Originalités
- Les roses en chocolat : roses en chocolat (blanc, lait, noir, rouge) fourrées avec un praliné classique sauf pour la rose rouge qui est fourrée avec un praliné aux fruits rouges.
- La liqueur de chocolat
- La Love Box : boîte métallique en forme de cœur remplie de six cœurs rouges fourrés au praliné aux fruits rouges
- Le camion Bruyerre : la réplique métallique du camion de François Léon Bruyerre en 1909, composée d'un assortiment de pralines
- La praline Lolla : praliné fourrée au foie gras ou au foie gras accompagné de figues
- La mallette Petit Spirou : mallette à l'effigie du personnage de BD et composée de deux puzzles en chocolat, d'un mini livre d'activités, de jeux et de coloriages et de 6 crayons de couleur

## Développement international
Présente dans plus de 30 pays avec plus de 130 points de vente[réf. souhaitée], la chocolaterie exporte aujourd'hui plus de 62 % de sa production vers l’Étranger. La France, le Japon et les États-Unis sont ses plus gros clients.